# Сулаймаручей
Сулаймаручей — ручей в России, протекает по территории Девятинского сельского поселения Вытегорского района Вологодской области. Длина ручья — 9,3 км, площадь водосборного бассейна — 18,7 км².

## Физико-географическая характеристика
Ручей берёт начало из болота без названия и далее течёт преимущественно в южном направлении по частично заболоченной местности.
Притоков Сулаймаручей не имеет.
Устье ручья находится в 37 км по правому берегу реки Вытегры, впадающей в Онежское озеро.
Населённые пункты на ручье отсутствуют.
Код объекта в государственном водном реестре — 01040100512202000017619.